# Benedykt Kocot
Benedykt Kocot, född den 11 april 1954 i Chrząstowice, Polen, är en polsk tävlingscyklist som tillsammans med Andrzej Bek tog OS-brons i tandemloppet vid olympiska sommarspelen 1972 i München. 